# Copididonus brunneus
Copididonus brunneus är en insektsart som beskrevs av Keti Maria Rocha Zanol och Albino Morimasa Sakakibara 1990. Copididonus brunneus ingår i släktet Copididonus och familjen dvärgstritar. Inga underarter finns listade i Catalogue of Life.